# Оччугуй-Ари
Оччугу́й-Ари́ (рос. Оччугуй-Ары) — невеликий острів в Оленьоцькій затоці моря Лаптєвих. Територіально відноситься до Якутії, Росія.
Розташований в центрі затоки, в дельті річки Оленьок. Знаходиться біля материка, на півночі омивається протокою Улахан-Уес. Острів має видовжену форму, простягається з північного заходу на південний схід. Вкритий болотами та пісками, має 3 невеликих озер, оточений мілинами.
| Росія | Це незавершена стаття з географії Росії. Ви можете допомогти проєкту, виправивши або дописавши її. |